# 44 Девы
k Девы (лат. k Virginis), 44 Девы (лат. 44 Virginis) — кратная звезда в созвездии Девы на расстоянии приблизительно 285 световых лет (около 87,2 парсек) от Солнца. Возраст звезды определён как около 802 млн лет.

## Характеристики
Первый компонент (HD 112846) — белая звезда спектрального класса A0, или A2IV, или A3III, или A3V. Визуальная звёздная величина звезды — +5,796m. Масса — около 2,113 солнечной, радиус — около 2,603 солнечного, светимость — около 22,364 солнечной. Эффективная температура — около 7770 K.
Второй компонент — красный карлик спектрального класса M. Масса — около 241,86 юпитерианской (0,2309 солнечной). Удалён в среднем на 1,919 а.е..
Третий компонент (WDS J12597-0349Ab). Визуальная звёздная величина звезды — +8,3m. Масса — около 1,42 солнечной. Орбитальный период — около 7,96 года. Удалён на 0,078 угловой секунды.
Четвёртый компонент (TYC 4953-1227-1) — жёлто-оранжевый карлик спектрального класса K-G. Визуальная звёздная величина звезды — +10,3m. Масса — около 0,99 солнечной, радиус — около 0,74 солнечного, светимость — около 0,308 солнечной. Эффективная температура — около 5009 K. Удалён на 20,6 угловой секунды.